# Григорьева, Наталья Анатольевна
Наталья Анатольевна Григорьева (род. 22 мая 1985) — российская дзюдоистка, бронзовый призёр первенств России среди юниоров и молодёжи, бронзовый призёр чемпионата России 2006 года, мастер спорта России. Выступала в полутяжёлой (до 78 кг) и тяжёлой (свыше 78 кг) весовых категориях. На внутрироссийских соревнованиях представляла Алтайский край.

## Спортивные результаты
- Первенство России среди юниоров 2001 года — ;
- Первенство России среди юниоров 2002 года — ;
- Первенство России среди молодёжи 2003 года — ;
- Первенство России среди молодёжи 2005 года — ;
- Чемпионат России по дзюдо 2006 года — ;
- Мемориал Владимира Гулидова 2006 года, Красноярск — ;